# Comté de Snohomish
Pour les articles homonymes, voir Snohomish.
Le comté de Snohomish (anglais : Snohomish County) est un comté de l'État américain de Washington. Il est situé au nord-ouest de l'État, sur le Puget Sound. Son siège est Everett. Selon le recensement de 2020, sa population est de 827 957 habitants. Le comté fait partie de l'aire métropolitaine de Seattle.

## Géolocalisation
|                | Comté de Skagit    |                 |
| Comté d'Island | Comté de Snohomish | Comté de Chelan |
|                | Comté de King      |                 |

## «Comté» de Freedom
Une partie du comté de Snohomish s'est constituée dans les années 1990, de manière sécessionniste, en « comté de Freedom », élisant des structures politiques et administratives. L'existence de ce « comté » n'est jusqu'ici pas reconnue par le gouvernement fédéral des États-Unis, l'État de Washington ou les autorités du comté de Snohomish,.